# گئورگی آتاناسوف
گئورگی آتاناسوف (انگلیسی: Georgi Atanasov؛ زادهٔ ۲۵ ژوئیهٔ ۱۹۳۳ – درگذشته ۳۱ مارس ۲۰۲۲) یک سیاست‌مدار اهل بلغارستان بود.